# 5429-es mellékút (Magyarország)
Az 5429-es mellékút egy majdnem pontosan tíz kilométeres hosszúságú, négy számjegyű mellékút Bács-Kiskun és Csongrád-Csanád vármegyék határvidékén; Pusztamérges község elérését szolgálja Kiskunmajsa és Kiskunhalas térsége felől. Érdekessége, hogy bár csak három település területét érinti, kétszer is keresztez vármegyehatárt. Másik érdekessége, hogy kezdő és végpontja is ugyanazon vármegyében található, de a köztes szakaszán egy másik vármegye területét is érinti.

## Nyomvonala
Kiskunmajsa déli határában indul, az 5408-as útból kiágazva, annak a 20+650-es kilométerszelvénye közelében, déli irányban, bő fél kilométerre nyugatra a város Gárgyán nevű a külterületi településrészétől. Bő 700 méter megtétele után átlépi a megyehatárt, onnantól már Pusztamérges határai közt húzódik, a községet 4,9 kilométer után éri el, ott már délnyugati irányt követve, s a Rákóczi utca nevet felvéve. Hamarosan egy elágazáshoz ér: délkelet felé kiágazik belőle az 5435-ös út, az 5429-es pedig északnyugatnak fordul Fő utca lesz a neve. A központban, még a hatodik kilométerének elérése előtt, egy újabb derékszögű irányváltásával visszatér a délnyugati irányhoz, a neve onnantól Szent István utca, egészen a falu délnyugati széléig, amit nagyjából 6,6 kilométer után ér el. A hetedik kilométerétől Balotaszállás területén folytatódik, de ott lakott helyeket nemigen érint; véget is külterületek közt ér, beletorkollva az 5413-as útba, annak a 12+250-es kilométerszelvényénél, Balotaszállás központjától több mint tíz kilométerre délkeletre.
Teljes hossza, az országos közutak térképes nyilvántartását szolgáló kira.gov.hu adatbázisa szerint 10,005 kilométer.

## Települések az út mentén
- (Kiskunmajsa)
- Pusztamérges
- (Balotaszállás)